# Henry Blackwood (militaire)
Pour les articles homonymes, voir Henry Blackwood et Blackwood.
Henry Blackwood (28 décembre 1770 – 17 septembre 1832), 1er baronnet, est un amiral de la Royal Navy.
Il commanda la frégate HMS Euryalus à la bataille de Trafalgar.

## Biographie
Entré dans la marine à 11 ans, il se distingue au blocus de Malte (1800) et monte rapidement en grade. Il participe à la bataille de Trafalgar (1805), aux blocus de Toulon, de Brest et de Rochefort et est nommé en 1814 amiral. Il ramène Louis XVIII et sa famille en France et commande en 1819 les forces navales britanniques dans les Indes orientales puis à Chatam (1827-1830).
Il meurt en 1832, probablement de la scarlatine.